# Henry Stuart, lord Darnley
Henry Stuart (ili Stewart), vojvoda od Albanyja (7. prosinca 1545. – 10. veljače 1567.), oslovljavan kao lord Darnley do 1565., bio je škotski kralj-supružnik, od 1565. do 1567., kada je bio ubijek kod Kirk o' Fielda. Brojni suvremeni zapisi koji opisuju njegov život i smrt navode ga kao lorda Darnleya, što je bila njegova titula kao nasljednika grofa od Lennoxa, i to je naziv pod kojim je općenito poznat.
Bio je najstariji živi sin Matthewa Stewarta, 4. grofa od Lennoxa i njegove žene, lady Margaret Douglas, kćeri Archibalda Douglasa, 6. grofa od Angusa, i Margaret Tudor, kćeri engleskoga kralja Henrika VII. i udovice škotskoga kralja Jakova IV. Općenito se smatra da je Darnley rođen 7. prosinca, ali je taj podatak osporavan. Bio je prvi rođak i drugi muž škotske kraljice Marije I., te otac škotskoga kralja Jakova VI., koji je naslijedio englesku kraljicu Elizabetu I., kao Jakov I.

## Mladost
Henry Stuart, lord Darnley, rođen je u Temple Newsamu u Leedsu, 1545. godine. Međutim, taj je datum nesiguran, jer njegovi roditelji nisu bili zajedno početkom 1545., a u pismu iz ožujka 1566., škotska kraljica Marija I. govori da je Darnleyu tada bilo devetnaest godine. Stoga se 1546. godina čini izglednijom. Kao potomak škotskoga kralja Jakova II. i engleskoga kralja Henrika VII., Darnley je bio nasljednik dviju kraljevskih dinastija, Stuart i Tudor, te je tako imao pravo i na škotsko i na englesko prijestolje; pravo koje ga je moglo koštati života.
Njegov je otac, Matthew Stewart, 4. grof od Lennoxa, 1545. godine proglašen krivim za izdaju u Škotskoj, jer se stavio na englesku stranu u Ratu grubog udvaranja, protivno Mariji od Guisea i regentu Arranu. Obiteljski posjedi u Škotskoj bili su oduzeti, te je njegov otac otišao u egzil u Englesku, gdje je ostao 22 godine, vrativši se u Škotsku 1564. Njegova majka, Margaret Douglas, grofica od Lennoxa, napustila je Škotsku 1528.
Mladi je Henry bio svjestan svoga statusa i naslijeđa. Dobro upućen u latinski, te upoznat s gaelskim, engleski i francuskim, dobio je obrazovanje koji doliči njegovom kraljevskom podrijetlu, te je bio izvrstan u pjevanju, sviranju lutnje i plesu. Među njegovim tutorima bio je škotski znanstvenik John Elder. Elder je zagovarao anglo-škotsku uniju kroz brak škotske kraljice Marije i engleskoga princa Edvarda. Njegov savjet kralju Henriku VIII. nazvan je Savjet crvenonoge prutke (Advice of a Redshank). Još jedan učitelj mladomu nasljedniku bio je Arthur Lallart, koji je kasnije bio ispitivan u Londonu, zbog svoga odlaska u Škotsku 1562.
Za Henryja se navodilo da je snažan i atletske građe, vješt konjaništvu i oružju, te strasni lovac i sokolar. Njegov mladenački karakter donekle se vidi iz pisma iz ožujka 1554., upućenom engleskoj kraljici Mariji I. iz Temple Newsama, u kojemu on piše o tomu kako pravi kartu, Utopia Nova, i o svojoj želji iz "svake vlasi u svojoj glavi da budem vrijedan vojnik".

## Lennoxova kriza
Lennoxova kriza (1558. – 1563.) bila je potlitička dilema u Engleskoj, proizišla iz dinaastijskih ambicija Lennoxovih: Matthew Stewart, 4. grof od Lennoxa, bio je treći u redu nasljedstva za škotsko prijestolje, a njegova žena, Margaret Douglas, grofica od Lennoxa, bila je nećakinja Henrika VIII. (kći Henrikove sestre Margaret Tudor) i unuka Henrika VII., čime je bila druga u redu nasljedstva na englesko prijestolje, nakon škotske kraljice Marije I., i njezina sina Darnleya nakon nje, u slučaju da Elizabeta iz nekog razloga ne stupi na prijestolje ili ga ne zadrži. Obitelj Lennox predstavljala je alternativnu liniju nasljedstva na englesko prijestolje preko Margaret Tudor. Kao rimokatolici, predstavljali su prijetnju protestantskoj Engleskoj, osobito 1558., kada je kraljica Elizabeta u dobi od 26 godina sjela na prijestolje. Iako je Elizabeta bila bistra, duhovita i dobro obrazovana za svoju poziciju, kao žena morala se dokazivati. Mnogi bi rimokatolici radije vidjeli na prijestolju katolkinju, škotsku kraljicu Mariju, smatrajući Elizabetu nezakonitom, jer Katolička crkva nije priznavala ženidbu njezinih roditelja. I mnogi bi voljeli da je Darnley, kao muškarac, na prijestolju. Svi ovi međusobni odnosi stvoreni su za složene intrige, špijuniranje, strategiranje i manevriranje vlasti na raznim sudovima. Sve su te poveznice doprinosile složenim spletkama, špijuniranjima, strategijama i manevriranjem s ciljem stjecanja vlasti na različitim dvorovima.

## Brak sa škotskom kraljicom
Darnley je krenuo iz Londona 3. veljače 1565., i stigao u Edinburgh 12. veljače. Predstavio se Mariji 17. veljače u dvorcu Wemyss, u Fifeu. Nakon kratkoga posjeta svomu ocu u Dunkeldu, Darnley se vratio Mariji i dvoru u palači Holyrood, 24. veljače. On je bio Marijin prvi polurođak kroz dva različita braka njihove bake, Margaret Tudor, čime su i Marija i Darnley bili u redu nasljedstva na englesko prijestolje. Darnley je također bio potomak kćeri Jakova II. Škotskoga, te tako i u redu nasljedstva škotskoga prijestolja.
Prije sklapanja ženidbe, Darnley je imenovan grofom od Rossa, 15. svibnja 1565. Pratnja od 15 muškaraca dobili su vitešku čast. Istovremeno, u Engleskoj, zabrinuto Tajno vijeće raspravljalo je 4. lipnja 1565. o opasnostima planirane ženidbe. Jedan od njihovih zaključaka bio je da se olakša nemilst prema lady Catherine Grey, suparnici Marije Stuart za englesko prijestolje. 
Darnley je nadalje, 22. srpnja, imenovan za vojvodu od Albanyja, te je ženidba naviještena u župi Canongate. Pročitan je proglas kod križa u Edinburghu, 28. srpnja, da će vlast biti u zajednička imena kralja i kraljice Škotâ, izjednačivši tako Darnleya s Marijom. To je potvrđeno cirkulacijom srebrenog novca s njihovim imenima.
Ženidba se održala 29. srpnja 1565., po katoličkom obredu, u Marijinoj privatnoj kapeli u Holyroodu, ali je Darnley (čija su vjerska uvjerenja bila nestalna - odgojen je kao katolik, ali je kasnije bio pod protestantskim utjecajem) odbio pratiti Mariju na Misu nakon obreda vjenčanja.

## Otuđenje
Nedugo nakon što se Marija udala za Darnleya, postaja je svjesna njegovih ispraznih, arogantnih i nepouzdanih odlika, koje su prijetile dobrobiti države. Henry nije bio popularan kod drugih plemića i imao je nasilne crte, otežane njegovom sklonošću piću. Marija mu je odbila dati pravo nasljedstva na prijestolje, ako bi ona umrla bez djece. U kolovozu 1565., manje od mjesec dana nakon ženidbe, William Cecil je dobio informaciju da je Darnleyev bezobrazluk otjerao Lennoxa sa škotskoga dvora. Marija je uskoro postala trudna.
Darnley i njegova družina, protestantski škotski plemići, izboli su 56 puta Marijina osobnog tajnika, Davida Rizzija, 9. ožujka 1566., u prisutnosti kraljice, koja je bila u sedmom mjesecu trudnoće, u njezinoj blagovaonici. Prema engleskim diplomatima Thomasu Randolphu i Francisu Russellu, grofu od Bedforda, Rizzijevo je ubojstvo bilo dijelom Darnleyeva pokušaja da prisili Mariju da mu ipak preda pravo na krunu. 

## Rođenje sina i smrt
Marijin i Darnleyev sin Jakov rođen je 19. lipnja 1566. u dvorcu Edinburgh. Kršten je s imenom Karlo Jakov (Charles James), 17. prosinca 1566., u dvorcu Stirling, prema katoličkom obredu. Kumovi su mu bili Karlo IX., kralj Francuske, Elizabeta I. i Emanuel Filibert, savojski vojvoda.
Nakon Jakovljeva rođenja, nasljedstvo se činilo sigurnijim; krajem 1566. i početkom 1567. činilo se da su Darnley i Marija bliži pomirenju, jer je često viđena da odlazi u njegove odaje. Međutim, njegovo ustrajavanje da mu se dodijeli pravo nasljedstva i dalje je bilo izvorom bračnoga razočaranja.
Darnley je ubijen osam mjeseci nakon Jakovljeva rođenja. Njegovo tijelo i tijelo njegova sobara nađeni su u voćnjaku kod Kirk o' Fielda u Edinburghu, gdje su tada boravili.